# 本町 (函館市)
本町（ほんちょう）は、北海道函館市の地名である。同市市街地の中心部に位置し、丸井今井函館店を始めとした商業施設が複数点在している。史跡五稜郭の近くに位置し、交通拠点の要所としての役割も果たす。同市は、本町を含む五稜郭地区を拠点の一つとして位置づけている。郵便番号は040-0011。

## 概要
同地区は、一般的に五稜郭地区に含まれ、市の商業の中心となっているのと同時に、史跡五稜郭の入口でもある。
1973年の函館市と亀田市の合併を契機にして、市街地北東部へ人口が移転した。それにより、大門地区にあった丸井今井や、新規にダイエー函館店が開店するなど、同地区の顕著な発展が見られるようになった。
現在でも、函館の商業の中心、交通の結節点、文化的な中心となっている。

## 主な施設
商業施設
- 丸井今井函館店
- シエスタハコダテ

金融機関
- 北海道銀行函館支店
- 北洋銀行五稜郭公園支店
- 函館本町郵便局
- 野村證券函館支店

公共施設
- 函館コミュニティプラザ

医療機関
- 函館中央病院

- シエスタハコダテ
- 函館中央病院

## 交通
地区の中心で北海道道83号函館南茅部線と北海道道571号五稜郭公園線が交差しており、ここに函館市電の五稜郭公園前停留場が所在する。交差点周辺には函館バスの五稜郭停留所があり、市内各方面間の乗り換え拠点ともなっている。